# Ergonomska osvetlitev
 Ergonomska  osvetlitev je odnos med  človekom in izvorom  svetlobe.
Ergonomska osvetlitev je človeku zdrava, ugodna osvetlitev v času dela, prostega časa ter ostalih aktivnosti. Nasprotno je lahko slaba osvetlitev škodljiva zaradi več efektov:
- neustrezna količina svetlobe
- nepravilna razporeditev osvetlitve
- nepravilni kontrasti
- odboji
- utripanje svetlobe
- termalne obremenitve svetil
- akustična obremenitev
- spektralna neustreznost (npr. cestna osvetlitev)

## Posledice slabe osvetlitve
- Nizka produktivnost
- Velika stopnja človeških napak
- Nevarnost poškodb
- Slabovidnost
- Glavobol
- Vzdražnost
- Generalno slabo počutje
- Nizka delovna morala

## Tabela priporočenih nivojev osvetlitve
| Tip aktivnosti                                                 | Območja osvetlitve (Luks) |
| -------------------------------------------------------------- | ------------------------- |
| Javni prostori, temno okolje                                   | 30                        |
| Javni prostori, občasni prehodi                                | 50                        |
| Občasna delovna območja                                        | 100                       |
| Delovna območja velikih obsegov (delovne hale)                 | 300                       |
| Delovna območja malih obsegov (delovni pulti)                  | 500                       |
| Delovna območja malih obsegov veliki kontrasti (delovni pulti) | 1000                      |
| Delovna območja posebnih, visokokontrastnih opravil            | 3000-10000                |

## Tipi električnih svetil
- Svetilka z žarilno nitjo
- Fluorescentna svetilka
- Živosrebrna svetilka
- Natrijeva svetilka
- LED osvetlitev

| Svetilke                          | Svetilke                        | Svetilke   | Svetilke              | Svetilke                 |
| Tip                               | Področje uporabe                | Izkoristek | Barvna reprezentacija | Prodornost v megli/smogu |
| --------------------------------- | ------------------------------- | ---------- | --------------------- | ------------------------ |
| Svetilka z žarilno nitjo          | Domovi                          | Slab       | Dobra                 |                          |
| Fluorescentna svetilka            | Domovi, Pisarne                 | Dober      | Zmerna do dobra       |                          |
| Živosrebrna svetilka              | Proizvodni prostori, Pisarne    | Zmeren     | Zmerna do zadovoljiva |                          |
| Natrijeva svetilka-Nizek pritisk  | Obcestna razsvetljava           | Dober      | Slaba                 | Dobra                    |
| Natrijeva svetilka-Visoki pritisk | Tovarne, komercialne aplikacije | Dober      | Zmerna do dobra       | Dobra                    |
| Metalno halidna Žarnica (UHP)     | Tovarne, komercialne aplikacije | Dober      | Dobra                 |                          |
| LED osvetlitev                    | Tovarne, komercialne aplikacije | Dober      | Dobra                 |                          |